# 网脉悬钩子
网脉悬钩子（学名：Rubus reticulatus）为蔷薇科悬钩子属的植物。分布在尼泊尔、锡金、印度西北部以及中国大陆的西藏等地，生长于海拔600米至2,100米的地区，一般生长在山沟谷地常绿林下和山坡灌丛中，目前尚未由人工引种栽培。